# Gran Premio de Suecia de Motociclismo de 1984
El Gran Premio de Suecia de Motociclismo de 1984 fue la undécima prueba de la temporada 1984 del Campeonato Mundial de Motociclismo. El Gran Premio se disputó el 11 y 12 de agosto de 1984 en el Circuito de Anderstorp.

## Resultados 500cc
A falta de una carrera para el final del campeonato, el estadounidense Eddie Lawson se proclama campeón del Mundo ganando la carrera, por delante del francés Raymond Roche y del australiano Wayne Gardner.
| Pos.     | Piloto              | Moto       | Tiempo    | Pts. |
| -------- | ------------------- | ---------- | --------- | ---- |
| 1        | Eddie Lawson        | Yamaha     | 50.01.03  | 15   |
| 2        | Raymond Roche       | Honda      | 50.04.17  | 12   |
| 3        | Wayne Gardner       | Honda      | 50.20.51  | 10   |
| 4        | Takazumi Katayama   | Honda      | 50.37.39  | 8    |
| 5        | Robert McElnea      | Suzuki     | 50.54.56  | 6    |
| 6        | Virginio Ferrari    | Yamaha     | 50.56.73  | 5    |
| 7        | Boet van Dulmen     | Suzuki     | 50.58.95  | 4    |
| 8        | Wolfgang von Muralt | Suzuki     | 51.18.75  | 3    |
| 9        | Keith Huewen        | Honda      | 51.38.77  | 2    |
| 10       | Eero Hyvärinen      | Suzuki     | 51.44.17  | 1    |
| 11       | Roger Burnett       | Suzuki     | 1 Vuelta  |      |
| 12       | Peter Linden        | Honda      | 1 Vuelta  |      |
| 13       | Paolo Ferretti      | Suzuki     | 1 Vuelta  |      |
| 14       | Anders Andersson    | Suzuki     | 1 Vuelta  |      |
| 15       | Kjeld Sörensen      | Suzuki     | 1 Vuelta  |      |
| 16       | Christoph Bürki     | Suzuki     | 1 Vuelta  |      |
| 17       | Esko Kuparinen      | Suzuki     | 2 Vueltas |      |
| 18       | Timo Pohjola        | Yamaha     | 2 Vueltas |      |
| 19       | Peter Sköld         | Suzuki     | 2 Vueltas |      |
| Ret      | Randy Mamola        | Honda      | Ret       |      |
| Ret      | Barry Sheene        | Suzuki     | Ret       |      |
| Ret      | Franco Uncini       | Suzuki     | Ret       |      |
| Ret      | Didier de Radiguès  | Chevallier | Ret       |      |
| Ret      | Reinhold Roth       | Honda      | Ret       |      |
| Ret      | Klaus Klein         | Suzuki     | Ret       |      |
| Ret      | Lorenzo Ghiselli    | Suzuki     | Ret       |      |
| Ret      | Sergio Pellandini   | Suzuki     | Ret       |      |
| Ret      | Gustav Reiner       | Suzuki     | Ret       |      |
| Ret      | Christian Le Liard  | Chevallier | Ret       |      |
| Ret      | Steve Parrish       | Yamaha     | Ret       |      |
| Ret      | Leandro Becheroni   | Suzuki     | Ret       |      |
| Ret      | Fabio Biliotti      | Honda      | Ret       |      |
| Ret      | Rob Punt            | Suzuki     | Ret       |      |
| Ret      | Marco Gentile       | Yamaha     | Ret       |      |
| Ret      | Louis-Luc Maisto    | Honda      | Ret       |      |
| DNQ      | Lars Johansson      | Suzuki     | DNQ       |      |
| DNQ      | Børge Nielsen       | Suzuki     | DNQ       |      |
| DNQ      | Massimo Broccoli    | Honda      | DNQ       |      |
| DNQ      | Gunnar Bruhn        | Yamaha     | DNQ       |      |
| DNQ      | Benny Mortensen     | Suzuki     | DNQ       |      |
| Sources: |                     |            |           |      |

## Resultados 250cc
En la carrera de 250 cc disptada el sábado, el francés Christian Sarron tuvo suficiente con un segundo puesto para proclamarse matemáticamente campeón del Mundo de la categoría. La carrera fue ganada por el alemán Manfred Herweh mientras que el suizo Jacques Cornu fue tercero.
| Pos. | Piloto                 | Moto              | Tiempo   | Pts. |
| ---- | ---------------------- | ----------------- | -------- | ---- |
| 1    | Manfred Herweh         | Rotax             | 43.28.67 | 15   |
| 2    | Christian Sarron       | Yamaha            | 43.28.91 | 12   |
| 3    | Jacques Cornu          | Yamaha            | 43.29.21 | 10   |
| 4    | Alan Carter            | Yamaha            | 43.29.28 | 8    |
| 5    | Harald Eckl            | Rotax             | 43.30.47 | 6    |
| 6    | Jean-François Baldé    | Pernod            | 43.30.78 | 5    |
| 7    | Carlos Lavado          | Yamaha            | 43.30.95 | 4    |
| 8    | Guy Bertin             | MBA               | 43.33.12 | 3    |
| 9    | Sito Pons              | Rotax             | 43.35.79 | 2    |
| 10   | Jean-Michel Mattioli   | Yamaha            | 43.41.24 | 1    |
| 11   | Jacques Bolle          | Pernod            | 43.44.94 |      |
| 12   | Siegfried Minich       | Yamaha            | 43.44.98 |      |
| 13   | Wayne Rainey           | Yamaha            | 43.53.94 |      |
| 14   | Donnie McLeod          | Yamaha            | 43.55.01 |      |
| 15   | Herbert Besendörfer    | Yamaha            | 44.13.45 |      |
| 16   | Ivan Palazzese         | Yamaha            | 44.26.10 |      |
| 17   | Stéphane Mertens       | Yamaha            | 44.26.41 |      |
| 18   | Manfred Obinger        | Yamaha            | 44.26.60 |      |
| 19   | Andy Watts             | EMC               | 44.30.70 |      |
| 20   | Anders Skov            | Yamaha            | 44.41.46 |      |
| 21   | Richard Hubin          | Yamaha            | 44.47.08 |      |
| 22   | Bruno Lüscher          | Yamaha            | 44.47.23 |      |
| 23   | Jean-Louis Guignabodet | Yamaha            | 44.58.81 |      |
| 24   | Eilert Lundstedt       | Yamaha            | 1 Vuelta |      |
| 25   | Per-Olof Ogeborn       | Kentaco           | 1 Vuelta |      |
| Ret  | Martin Wimmer          | Yamaha            | Ret      |      |
| Ret  | Anton Mang             | Yamaha            | Ret      |      |
| Ret  | Teruo Fukuda           | Yamaha            | Ret      |      |
| Ret  | Thierry Espié          | Chevallier        | Ret      |      |
| Ret  | Carlos Cardús          | Rotax             | Ret      |      |
| Ret  | Thierry Rapicault      | Yamaha            | Ret      |      |
| Ret  | August Auinger         | Monnet            | Ret      |      |
| Ret  | Karl-Thomas Grässel    | Yamaha            | Ret      |      |
| Ret  | Niall Mackenzie        | Armstrong         | Ret      |      |
| Ret  | Roland Freymond        | Yamaha            | Ret      |      |
| Ret  | Bengt Elgh             | MBA               | Ret      |      |
| Ret  | Patrick Fernandez      | Yamaha            | Ret      |      |
| DNQ  | Per Edward Carlson     | Yamaha            | DNQ      |      |
| DNQ  | René Delaby            | Yamaha            | DNQ      |      |
| DNQ  | Gabriel Grabia         | Yamaha            | DNQ      |      |
| DNQ  | Micke Melander         | Yamaha            | DNQ      |      |
| DNQ  | Hervé Guilleux         | Chevallier Yamaha | DNQ      |      |
| DNQ  | Jarno Litia            | Rotax             | DNQ      |      |
| DNQ  | Vincenzo Cascino       | Yamaha            | DNQ      |      |
| DNQ  | Svend Andersson        | Armstrong         | DNQ      |      |

## Resultados 125cc
El piloto español Ángel Nieto no corrió en Suecia por lo que la victoria fue para uno de sus compañeros de equipo en Garelli, el italiano Fausto Gresini que obtuvo su primera victoria en el Mundial. En el podio de Anderstorp también subieron el austriaco August Auinger y el otro italiano Eugenio Lazzarini.
| Pos. | Piloto                 | Moto      | Tiempo   | Pts. |
| ---- | ---------------------- | --------- | -------- | ---- |
| 1    | Fausto Gresini         | Garelli   | 41.34.20 | 15   |
| 2    | August Auinger         | MBA       | 41.37.92 | 12   |
| 3    | Eugenio Lazzarini      | Garelli   | 41.47.58 | 10   |
| 4    | Maurizio Vitali        | MBA       | 41.50.82 | 8    |
| 5    | Johnny Wickström       | MBA       | 41.50.86 | 6    |
| 6    | Alex Bedford           | MBA       | 42.13.00 | 5    |
| 7    | Stefano Caracchi       | MBA       | 42.13.16 | 4    |
| 8    | Håkan Olsson           | Starol    | 42.28.12 | 3    |
| 9    | Lucio Pietroniro       | MBA       | 42.28.47 | 2    |
| 10   | Olivier Liégeois       | MBA       | 42.28.92 | 1    |
| 11   | Anton Straver          | MBA       | 42.31.27 |      |
| 12   | Jacky Hutteau          | MBA       | 42.42.95 |      |
| 13   | Domenico Brigaglia     | MBA       | 42.43.79 |      |
| 14   | Willi Hupperich        | Seel      | 43.15.08 |      |
| 15   | Ton Spek               | MBA       | 43.19.42 |      |
| 16   | Mickel Nielsen         | MBA       | 1 Vuelta |      |
| 17   | Boy van Erp            | MBA       | 1 Vuelta |      |
| 18   | Helmut Lichtenberg     | MBA       | 1 Vuelta |      |
| 19   | Flemming Sörensen      | MBA       | 1 Vuelta |      |
| 20   | Thomas Møller-Pedersen | MBA       | 1 Vuelta |      |
| 21   | Lars-Erik Kallesøe     | Laserelli | 1 Vuelta |      |
| 22   | Jikka Jaakkola         | MBA       | 1 Vuelta |      |
| 23   | Peter Sommer           | MBA       | 1 Vuelta |      |
| 24   | Jörgen Ask             | MBA       | 1 Vuelta |      |
| Ret  | Jean-Claude Selini     | MBA       | Ret      |      |
| Ret  | Bruno Kneubühler       | MBA       | Ret      |      |
| Ret  | Luca Cadalora          | MBA       | Ret      |      |
| Ret  | Ezio Gianola           | MBA       | Ret      |      |
| Ret  | Willy Pérez            | MBA       | Ret      |      |
| Ret  | Henk van Kessel        | MBA       | Ret      |      |
| Ret  | Jussi Hautaniemi       | MBA       | Ret      |      |
| Ret  | Juha Pakkanen          | MBA       | Ret      |      |
| Ret  | Hannu Kallio           | MBA       | Ret      |      |
| Ret  | Henrik Rasmussen       | MBA       | Ret      |      |
| Ret  | Flemming Kistrup       | MBA       | Ret      |      |
| Ret  | Giuseppe Ascareggi     | MBA       | Ret      |      |